# Tropas Aerotransportadas de Rusia
Las Tropas Aerotransportadas (en ruso: Воздушно-десантные войска, Vozdushno-desántniye voiská), abreviado VDV (en alfabeto cirílico: ВДВ), es una brigada militar rusa.
Las Tropas Aerotransportadas dependen directamente del Ministerio de Defensa, teniendo así el estatus de brigada independiente dentro de las Fuerzas Armadas de la Federación Rusa. Las VDV son la fuerza militar rusa con mayor capacidad de movilidad y la mayor fuerza aerotransportada del mundo.

## Características
La misión de las Tropas Aerotransportadas es la de responder en tan solo unas horas a una posible situación de emergencia, utilizando aviones de largo alcance para realizar un asalto paracaidista pocas horas después del aviso.

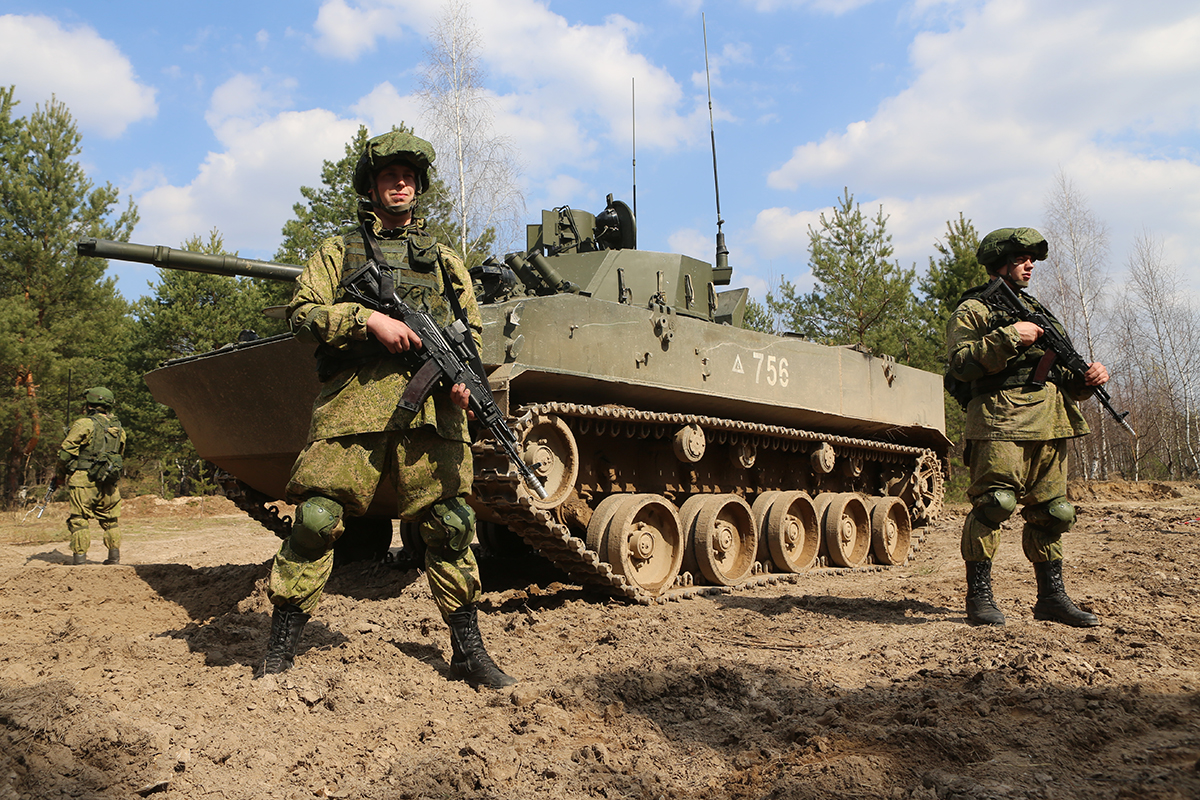
Paracaidistas del 137º Regimiento Aerotransportado junto a un BMD-4M.

A diferencia de las unidades aerotransportadas occidentales, que deben desplazarse a pie una vez llegadas a su destino, cada división de las VDV está mecanizada con 200 a 300 vehículos de combate blindados de la familia BMD, con capacidad para ser lanzados en paracaídas. Esto permite a las unidades de las Tropas Aerotransportadas tener una mayor movilidad y una potencia de fuego superior a la de la infantería ligera convencional.
Las VDV suelen considerarse como una fuerza de élite debido a que sus miembros son seleccionados individualmente entre voluntarios según criterios de condición física e inteligencia, además de recibir un entrenamiento más riguroso que el resto de las Fuerzas Armadas.

## Historia

### Las Tropas Aerotransportadas en la Unión Soviética

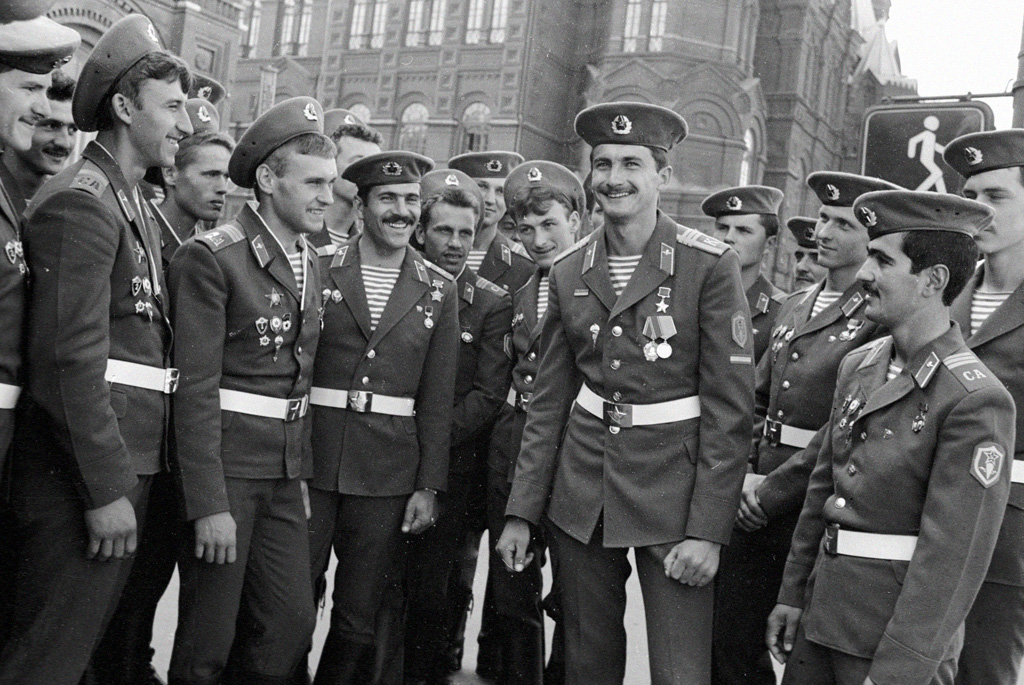
Paracaidistas soviéticos en 1986.

A finales de la década de 1920 la Unión Soviética empezó a experimentar con el uso de paracaidistas en el ámbito militar. Se considera el 2 de agosto de 1930 el día de nacimiento de las Tropas Aerotransportadas, cuando la Fuerza Aérea realizó un ejercicio en el aeródromo de Vorónezh. Durante la década de 1930 se llegaron a formar seis brigadas, alcanzando los 18 000 efectivos.
Durante la Segunda Guerra Mundial, el 4 de septiembre de 1941 toman forma de cuerpo independiente, y se crea la figura del Comandante de las Tropas Aerotransportadas. Sin embargo, el empleo de saltos en paracaídas fue muy limitado durante la guerra y operaciones como la realizada en Viazma en enero de 1942 no fueron exitosas. 
En 1954 fue nombrado comandante de las Tropas Aerotransportadas Vasili Marguélov, cargo que ocuparía hasta 1978. Bajo su mando las VDV fueron modernizadas, haciendo uso aviones de transporte de mayor tamaño y la introducción de vehículos de combate de infantería y artillería autopropulsada. 
En 1968, cuando la 103.ª División Aerotransportada participó en la invasión de Checoslovaquia por el Pacto de Varsovia, teniendo un papel destacado en el despliegue inicial para tomar Praga.
Las Tropas Aerotransportadas tuvieron un rol importante durante la guerra de Afganistán desde el inicio del conflicto. En diciembre de 1979 participaron en el despliegue de las tropas soviéticas y la operación que acabó con Hafizullah Amín. Durante el conflicto afgano no se llevaron a cabo saltos en paracaídas, sino que se realizaron con frecuencia asaltos aéreos en helicóptero, lo cual resultaba útil para lanzar ataques por sorpresa contra las guerrillas.

### De la Unión Soviética a la Federación de Rusia
En 1991, en plena crisis nacional, las Tropas Aerotransportadas dejaron de formar parte del Ejército para convertirse en un cuerpo independiente bajo mando directo del Ministerio de Defensa. El motivo oficial fue que de esta manera se podía responder con mayor rapidez a las emergencias, mientras que los expertos consideran que este cambio se hizo para evitar que las VDV estuviesen bajo el control del Estado Mayor o el Ejército.
Tras la caída de la Unión Soviética, Pável Grachov, antiguo comandante en jefe de las Tropas Aerotransportadas fue nombrado ministro de Defensa de la Federación de Rusia en 1992. Durante su mandato se planeó una reestructura de las Fuerzas Armadas rusas que supondría la creación de las Fuerzas Móviles, una nueva fuerza de acción rápida para responder a posibles agresiones externas y para actuar en misiones de paz en el marco de la CEI o de la ONU. Las Fuerzas Móviles, que podían ser tanto una estructura entre las diferentes ramas o bien una nueva rama, iban a construirse tomando como base a las VDV e incluiría otras unidades como la Infantería de Marina. Tras varios años de discusión, la idea de las Fuerzas Móviles fue desestimada al considerar que no era práctica.

### La primera guerra chechena
En 1994 el gobierno de Borís Yeltsin puso en marcha una campaña militar para recuperar el control sobre la República de Chechenia. Se esperaba que la invasión fuese rápida y precisa, hasta el punto de que el ministro de defensa Pável Grachov declaró que solamente necesitaría un regimiento aerotransportado para tomar Grozni en tan solo dos horas.
El 11 de diciembre de 1994 se inició la operación con la salida de tres grupos desde las bases de Mozdok (grupo norte), Vladikavkaz y Beslán (grupo oeste) y Kizlyar. Las columnas rusas avanzaban con un total de 7 batallones de las VDV al frente, seguidos por otras unidades del ejército y del Ministerio del Interior de Rusia, siendo apoyadas desde el aire por helicópteros Mi-24 y aviones Su-25. Estas fuerzas conjuntas se habían formado de manera rápida y poco planificada, además de que no habían realizado maniobras conjuntas durante los últimos tres años por falta de dinero, mientras que los chechenos tenían la moral alta y conocían ampliamente el terreno. La 76.ª División y la 21.ª Brigada Aerotransportadas se encontraron con manifestaciones contra el ataque a Chechenia mientras cruzaban Ingushetia, hecho que mermó la moral de las tropas y dificulto su avance. Por otra parte, una columna de blindados de la 106.ª División y la 56.ª Brigada Aerotransportadas sufrió un ataque con lanzacohetes múltiples que se saldó con 19 muertos, entre ellos dos coroneles.
A pesar de estos resultados negativos, las tropas rusas resultaban superiores al luchar en campo abierto. El principal éxito en la campaña inicial fue la captura por parte de la 104.ª División Aerotransportada de la base y aeródromo de Jankala, cercana a Grozni, y la autopista que comunica la capital chechena con la ciudad de Argún.
El 31 de diciembre se inició el asalto ruso a Grozni. Los mandos rusos habían creído que los chechenos habían preparado una defensa basada en tres anillos concéntricos con el Palacio Presidencial como centro, lo cual no resultó cierto. Los chechenos permitieron a las tropas rusas entrar en Grozni para poder realizar emboscadas a las columnas de blindados que entraban en la ciudad. La 104.ª División Aerotransportada, que debía atacar la ciudad desde el este, no salió de la base de Jankala como estaba previsto, un hecho que fue considerado un acto de cobardía por algunos y una decisión acertada por la tropa, debido a que la entrada en Grozni con los blindados ligeros habría supuesto una masacre. El fracaso del ataque inicial hizo que el 3 de enero de 1995 se cambiase de táctica, pasando a bombardear sectores concretos de la ciudad para después asaltar edificio por edificio.
El 15 de enero soldados de las VDV, la infantería motorizada y la infantería de marina iniciaron el asalto al Palacio Presidencial, que fue capturado cuatro días más tarde. La batalla de Grozni se dio por finalizada el 23 de enero, pero las tropas rusas nunca aseguraron el control de la ciudad, recibiendo diversas ofensivas en los meses siguientes. El 6 de agosto de 1996 los chechenos iniciaron un nuevo asalto a Grozni que dejó aisladas a las tropas rusas. Los intentos rusos de rescatar a los asediados mediante columnas de blindados fracasaron al ser emboscadas continuamente, igual que al iniciarse la guerra. Esto llevó al gobierno de Yeltsin a iniciar las negociaciones con los chechenos, las cuales culminaron con la retirada rusa de Chechenia.
El fracaso ruso en la primera guerra chechena se debió en gran parte al mal entrenamiento de los soldados, con excepciones como las Tropas Aerotransportadas, las cuales tenían un carácter más profesional. Pese a esto, 352 paracaidistas murieron durante la guerra.

### La segunda guerra chechena
A finales de 1999 las Tropas Aerotransportadas fueron desplegadas en las montañas del sur de Chechenia. Una de las misiones fue la de controlar la carretera que comunica Chechenia con Georgia para evitar la huida de las guerrillas hacia las montañas y cortar sus líneas de suministros.
Entre el 29 de febrero y el 3 de marzo de 2000 se desarrolló la batalla de Ulús-Kert, uno de los episodios más dramáticos de la guerra para las Tropas Aerotransportadas. A principios de febrero de Grozni fue capturada por las tropas rusas, y muchos de los guerrilleros chechenos habían huido de la ciudad durante los días previos. A finales de febrero un grupo de entre 1.600 y 2.500 guerrilleros se refugió en la localidad de Ulús-Kert, situada al sur de la capital chechena. Diversas compañías del 104.º Regimiento de la 76.ª División Aerotransportada tomaron posiciones en las colinas y valles alrededor de Ulús-Kert para evitar la huida de la guerrilla. El 29 de febrero un grupo de guerrilleros consiguió rodear a la 6.ª compañía, empujándola hacia la llamada Colina 776, y realizó sucesivas oleadas de ataques sobre ella. La 6.ª compañía luchó durante cuatro días, sufriendo decenas de bajas cada día, y en algunos momentos los combates se realizaron a unas distancias tan cortas que el comandante de la compañía llegó a pedir ataques de artillería sobre su propia posición. Debido a la densa niebla que había en la zona se hizo difícil conseguir apoyo aéreo, y los intentos de una compañía del 45.º Regimiento de Reconocimiento por llegar a la Colina 776 fueron en vano a la debido a los continuos encuentros con fuerzas enemigas. El 3 de marzo murieron los 11 últimos paracaidistas que quedaban en la colina. De los 90 hombres que formaban la 6.ª compañía murieron un total de 84, sobreviviendo únicamente los 6 paracaidistas más jóvenes, que habían recibido la orden de huir por parte del capitán al mando. El número de guerrilleros muertos durante la batalla se calcula entre 400 y 700 dependiendo de la fuente.

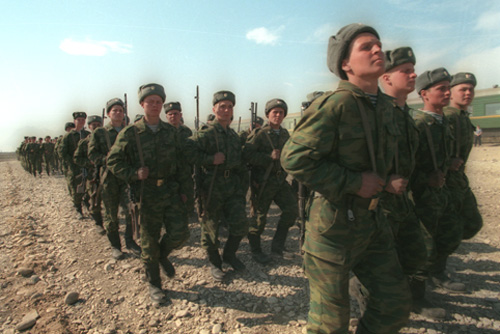
Soldados de la 98.ª División Aerotransportada en Chechenia.

Tras los hechos de Ulús-Kert el comandante de las Tropas Aerotransportadas Georgy Shpak acusó a los mandos del Grupo de Fuerzas Este, al cual estaban subordinadas las VDV, de aislar a los paracaidistas y usarlos como carne de cañón mientras protegían a su propia infantería. Shpak denunció que a mediados de marzo las Tropas Aerotransportadas habían sufrido un total de 181 bajas, de una fuerza de unos 5.100 hombres, mientras que el total de fallecidos en el global de las filas rusas era de 1.908, sobre una fuerza de 100.000 efectivos. Esto suponía que el 10% de las muertes rusas pertenecían a las VDV, cuando solamente componían el 5% de la fuerza rusa. Las críticas de Shpak sirvieron para que el mando operativo de las Tropas Aerotransportadas pasará al Grupo Conjunto de Fuerzas Federales, el cuartel general de las operaciones en Chechenia.
La actuación de la 6.ª compañía durante la batalla de Ulús-Kert fue vista desde dos puntos de vista opuestos. Por una parte se consideró que la compañía actuó de forma poco profesional al no realizar un buen reconocimiento de la zona, cosa que permitió que fuesen rodeados, y tener una mala organización táctica. Por otro lado se glorificó la resistencia de los paracaidistas por su enfrentamiento contra una fuerza superior y se considera que al mantener la Colina 776 se evitó la huida de los guerrilleros chechenos, hecho que provocó numerosas rendiciones entre las fuerzas chechenas durante los días posteriores. De los 84 paracaidistas fallecidos, 21 recibieron el título de Héroe de la Federación Rusa y los otros 63 restantes fueron condecorados con la Orden de Valor.

### Profesionalización y cambios de rol
A medida que el conflicto de Chechenia fue reduciendo su intensidad, las Tropas Aerotransportadas sufrieron diferentes cambios. El primero de ellos fue el de la profesionalización de su personal. En 2003 la 76.ª División Aerotransportada se convirtió en una unidad formada exclusivamente por militares profesionales. Esta transición se realizó como un experimento para una posible profesionalización de las Fuerzas Armadas. Los resultados obtenidos con la 76.ª División llevaron a la profesionalización de la 31.ª Brigada y la 98.ª División, que finalizaron su proceso de profesionalización en 2006, mientras que la 106.ª División mantuvo una combinación de tropa profesional y conscripta.

### Guerra de Osetia del Sur

Mapa de los principales eventos del conflicto.

La noche del 8 al 9 de agosto de 2008, la 76.ª División de Asalto Aéreo fue enviada a Tsjinvali como apoyo a las fuerzas de paz rusas desplegadas en Osetia del Sur tras los combates registrados con las Fuerzas Armadas de Georgia. El Ministerio de Defensa ruso también informó de que las 98.ª División Aerotransportada y el 45.º Regimiento de Reconocimiento serían enviados a la zona. Por otra parte, Abjasia también recibió apoyo de las Tropas Aerotransportadas cuando el 10 de agosto se sumaron 9.000 paracaidistas más al contingente ruso estacionado en la región separatista.
El 11 de agosto, funcionarios de la ONU declararon que paracaidistas rusos que no formaban parte de las fuerzas de paz habían entrado en territorio georgiano desde Abjasia, capturando la base militar de Senaki sin encontrar resistencia. Alrededor del 13 de agosto las tropas rusas iniciaron la ocupación de la ciudad georgiana de Gori, quedando al mando de la zona Vyacheslav Borisov, comandante de la 76.ª División de Asalto Aéreo. El 17 de agosto Borisov anunció que las fuerzas rusas iniciaron la retirada de Gori.
El 1 de octubre, Guenadi Anashkin y Andréi Krásov, dos coroneles de la 76.ª División de Asalto Aéreo, recibieron el título de Héroe de la Federación Rusa de manos del presidente Dmitri Medvédev por sus acciones en Osetia del Sur.

### Guerra ruso-ucraniana
Tras la destitución de Víktor Yanukóvich como presidente de Ucrania a consecuencia de los sucesos del Euromaidán, se produjeron diversas manifestaciones de grupos prorrusos en el sur y este del país. La escalada del conflicto acabaría derivando en la adhesión de Crimea a Rusia, la guerra del Dombás y finalmente la  invasión rusa de Ucrania, tres eventos en los que participaron las Tropas Aerotransportadas. 

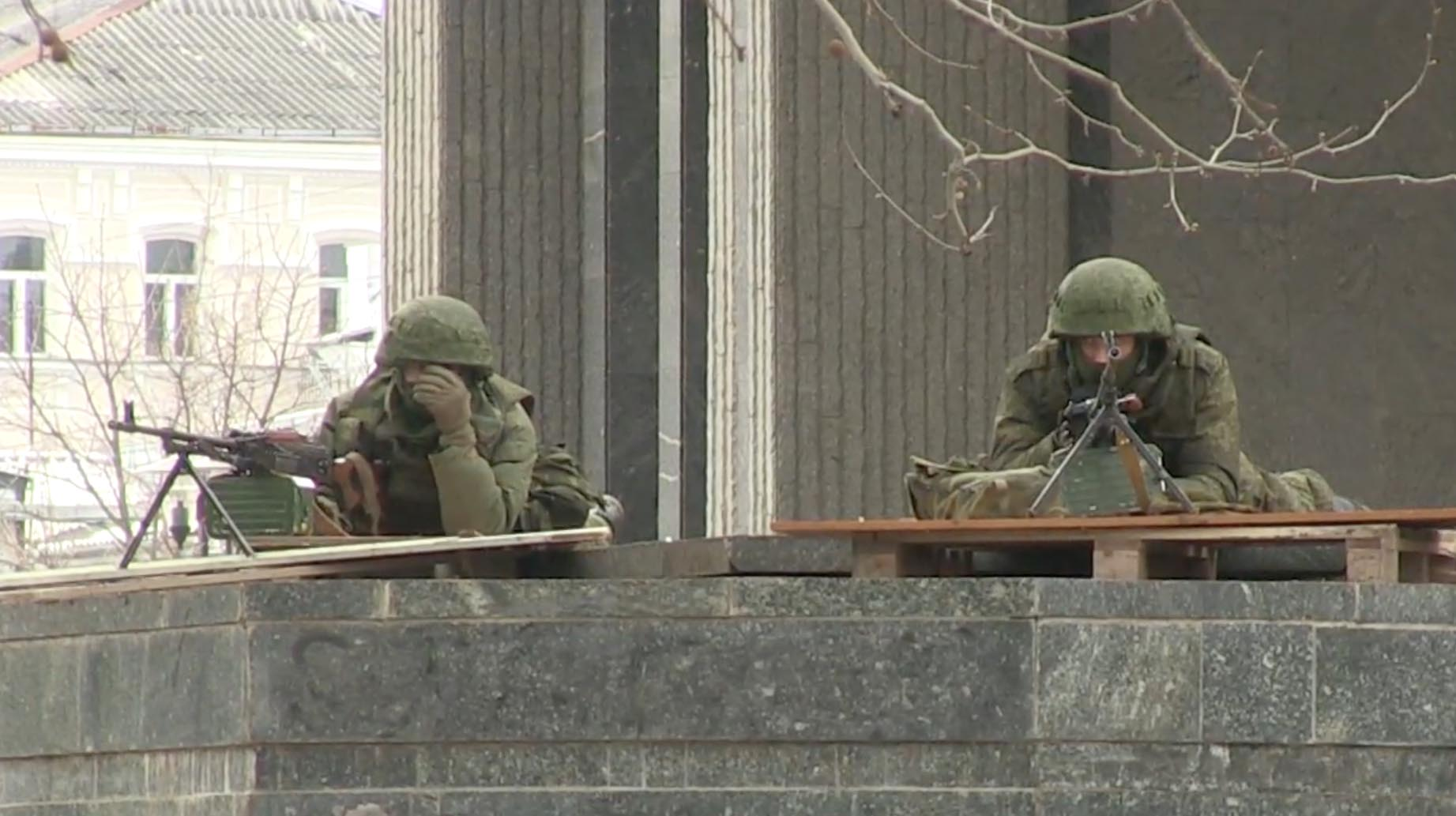
Soldados sin identificación en el parlamento de Crimea.

El 22 de febrero, día de la destitución de Yanukóvich, diversas unidades de operaciones especiales rusas fueron puestas en alerta de combate, siendo una de estas el 45.º Regimiento de Operaciones Especiales de las VDV.  El 23 de febrero se produjeron en Crimea manifestaciones en contra del nuevo gobierno ucraniano pero también a favor del Euromaidán. La situación se agravó hasta que el 27 de febrero un grupo armado tomó el parlamento de Crimea tras lo cual se votó la destitución del primer ministro de la  República Autónoma Anatoli Moguiliov por el prorruso Serguéi Aksiónov. Si bien el grupo que asaltó el parlamento afirmaba ser una milicia local, en realidad se trataba de operadores del Mando de Operaciones Especiales de Rusia apoyados por miembros del 45.º Regimiento. Al día siguiente, soldados uniformados y armados pero sin distintivo alguno tomaron los aeropuertos de Simferópol y Sebastopol. Según el análisis del equipamiento utilizado por estos soldados, conocidos posteriormente como Hombrecitos verdes, parte de ellos podrían haber sido muy probablemente efectivos del 45.º Regimiento de Operaciones Especiales.

## Estructura

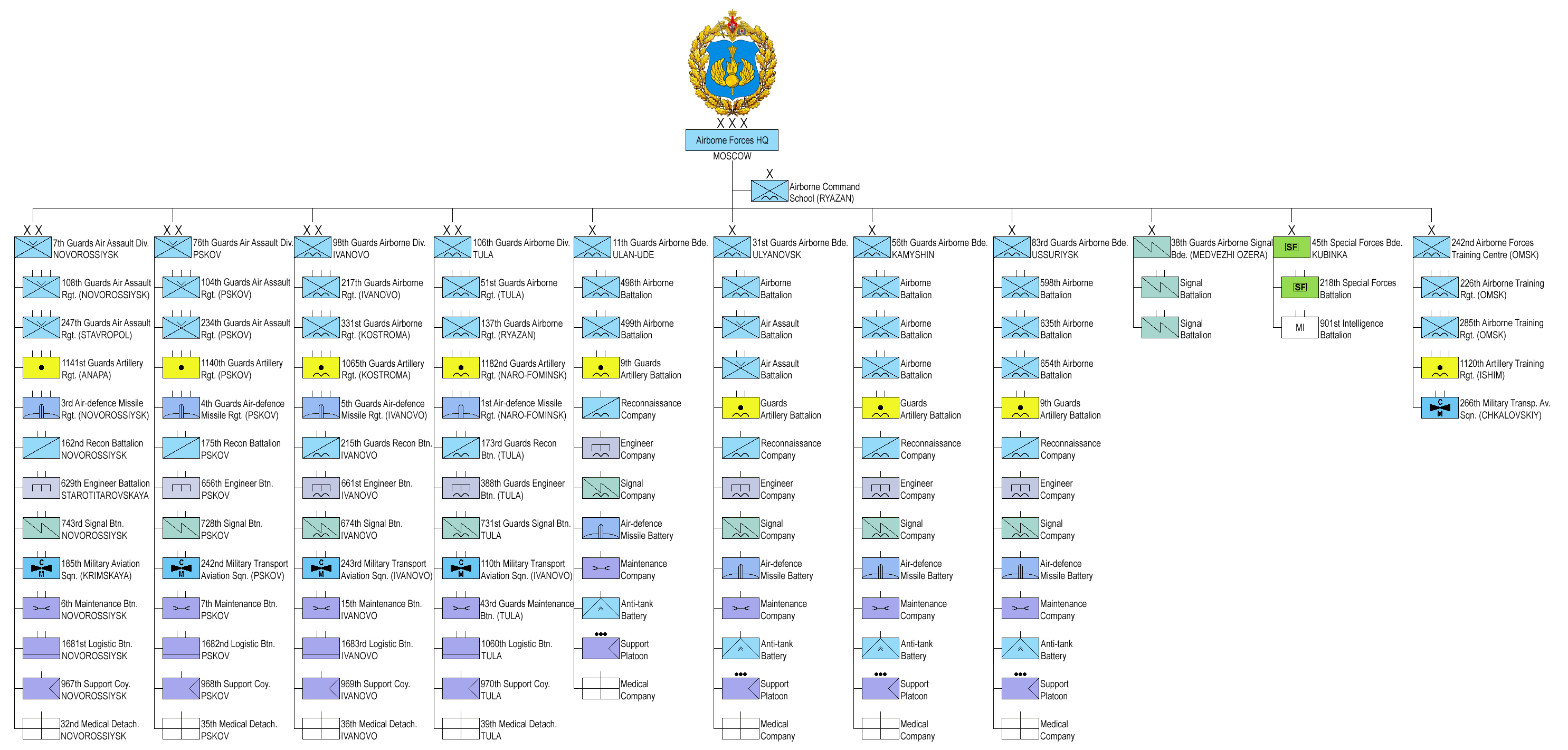
Estructura de las Tropas Aerotransportadas.

Con la caída de la Unión Soviética el número de divisiones de las VDV pasó de siete a las cuatro que tiene hoy. Las principales unidades que forman las actuales Tropas Aerotransportadas son:
| Insignia | Unidad                                                                                | Cuartel general                  |
| -------- | ------------------------------------------------------------------------------------- | -------------------------------- |
|          | 7ª División de Asalto Aéreo (Montaña)                                                 | Novorossíisk (krai de Krasnodar) |
|          | 76ª División de Asalto Aéreo                                                          | Pskov (óblast de Pskov)          |
|          | 98ª División Aerotransportada                                                         | Ivánovo (óblast de Ivánovo)      |
|          | 106ª División Aerotransportada                                                        | Tula (óblast de Tula)            |
|          | 11ª Brigada Separada Aerotransportada                                                 | Ulán-Udé (República de Buriatia) |
|          | 31ª Brigada Separada Aerotransportada (anteriormente 104.ª División Aerotransportada) | Uliánovsk (óblast de Uliánovsk)  |
|          | 83ª Brigada Separada Aerotransportada                                                 | Ussuriisk (Krai de Primorie)     |
|          | 45ª Brigada Separada de Operaciones Especiales                                        | Kúbinka (óblast de Moscú)        |

Además de estas unidades, las Tropas Aerotransportadas cuentan también con un regimiento de comunicaciones, un escuadrón de helicópteros y varios centros de instrucción y entrenamiento, entre ellos el Instituto de Tropas Aerotransportadas V.F. Marguélov, situado en Riazán.

## Comandantes

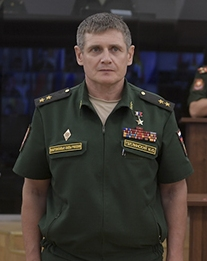
Mijaíl Teplinski, actual comandante de las Tropas Aerotransportadas.

Los comandantes de las VDV a lo largo de la historia son los siguientes:
| Rango            | Nombre                          | Desde                   | Hasta                |
| ---------------- | ------------------------------- | ----------------------- | -------------------- |
| Coronel General  | Yevgueni Nikoláyevich Podkolzin | agosto de 1991          | diciembre de 1996    |
| Coronel General  | Gueorgui Ivánovich Shpak        | diciembre de 1996       | septiembre de 2003   |
| Coronel General  | Aleksandr Petróvich Kolmakov    | septiembre de 2003      | septiembre de 2007   |
| Teniente General | Valeri Yevguénievich Evtujóvich | 19 de noviembre de 2007 | 6 de mayo de 2009    |
| Coronel General  | Vladímir Anatólievich Shamánov  | 25 de mayo de 2009      | 4 de octubre de 2016 |
| Coronel General  | Andrey Nikolaevich Serdyukov    | 4 de octubre de 2016    | 16 de junio de 2022  |
| Coronel General  | Mijaíl Yurievich Teplinski      | 16 de junio de 2022     | presente             |

## Empleos y divisas
En las VDV existen los siguientes empleos y divisas (en la tabla se muestra la equivalencia con el código de la OTAN, pese a que Rusia no pertenece a esta organización):
| Equivalente OTAN | OF-9                 | OF-8               | OF-7              | OF-6           | OF-5      | OF-4             | OF-3  | OF-2    | OF-1              | OF-1      | OF-1              | OF (D)  |
| ---------------- | -------------------- | ------------------ | ----------------- | -------------- | --------- | ---------------- | ----- | ------- | ----------------- | --------- | ----------------- | ------- |
| Oficiales        |                      |                    |                   |                |           |                  |       |         |                   |           |                   |         |
|                  | Генерал армии        | Генерал-полковник  | Генерал-лейтенант | Генерал-майор  | Полковник | Подполковник     | Майор | Капитан | Старший лейтенант | Лейтенант | Младший лейтенант | Курсант |
|                  | Gueneral Armii       | Gueneral-Polkóvnik | Gueneral-Letenánt | Gueneral-Mayor | Polkóvnik | Podpolkóvnik     | Mayor | Kapitán | Starshi Letenant  | Letenant  | Mladshi Letenant  | Kursant |
|                  | General del Ejército | Coronel general    | Teniente general  | Mayor general  | Coronel   | Teniente coronel | Mayor | Capitán | Teniente primero  | Teniente  | Subteniente       | Cadete  |

| Equivalente OTAN | WO-2                 | WO-1         | OR-8       | OR-7             | OR-6     | OR-4             | OR-2      | OR-1     |
| ---------------- | -------------------- | ------------ | ---------- | ---------------- | -------- | ---------------- | --------- | -------- |
| Tropa            |                      |              |            |                  |          |                  |           |          |
|                  | Старший прапорщик    | прапорщик    | старшина   | старший сержант  | сержант  | младший сержант  | ефрейтор  | Рядовой  |
|                  | Starshi Práporshchik | Práporshchik | Starshiná  | Starshi Serzhant | Serzhant | Mladshi Serzhant | Yefréitor | Riadovoy |
|                  | Alférez Mayor        | Alférez      | Suboficial | Sargento Mayor   | Sargento | Sargento júnior  | Cabo      | Soldado  |

## Símbolos

### Emblema
El 6 de mayo de 2005 se estableció de forma oficial el actual emblema de las Tropas Aerotransportadas, del cual existen tres versiones. La versión pequeña, que a su vez aparece en las otras dos versiones, está formada por una granada dorada con alas a cada costado y llamas en la parte superior.
La versión mediana (casi idéntica al emblema de las Fuerzas Armadas) la forma un águila bicéfala dorada con las alas extendidas, con una espada en la pata derecha y el emblema pequeño en la izquierda (ambos plateados). En el centro se encuentra la imagen de San Jorge matando al dragón.
El escudo de armas cuenta con el emblema pequeño sobre un círculo azul, el cual está rodeado de hojas de roble doradas. En la parte superior de las hojas se encuentra el emblema de las Fuerzas Armadas.

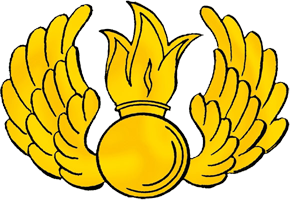
Emblema pequeño
Emblema mediano
Escudo de armas

### Bandera

Bandera de las Tropas Aerotransportadas.

La bandera de las Tropas Aerotransportadas está formada por dos franjas horizontales, una azul celeste en la parte superior y una verde. En el centro de esta se encuentra el escudo formado por el paracaídas abierto entre dos aviones. Aunque existen diferentes variaciones de la bandera, desde 2004 se establece por ley que la franja verde debe ocupar 3/4 de la altura y que el escudo debe ser de color dorado.

### La boina azul
Uno de los sobrenombres por el que son conocidos los miembros de las Tropas Aerotransportadas es el de "boinas azules", ya que este es el elemento más significativo de su uniforme. Para distinguirse como fuerza de élite, en junio de 1967 se autorizó el uso de dos boinas, una de color caqui para el uniforme de servicio y otra carmesí para el uniforme de gala, inspirándose en otras tropas aerotransportadas como las británicas. El año siguiente dejaron de usarse las boinas de color carmesí para pasar a usar unas azul celeste. Esta medida se debe, posiblemente, al hecho de que estas boinas resultaban demasiado similares a las usadas por los ejércitos de la OTAN, de manera que se optó por el color de los cascos utilizados por los primeros paracaidistas de las VDV en los ejercicios de 1930.

### Latelniashka
Otro elemento característico del uniforme de las Tropas Aerotransportadas es la telniashka, la camiseta de rayas horizontales azules y blancas usada originalmente en la Armada. Vasili Marguélov, que había dirigido anteriormente una unidad de la Infantería de Marina (pese a que él pertenecía al Ejército), propuso su uso en las Tropas Aerotransportadas para distinguirlas del resto del Ejército Soviético debido a que esta prenda se relacionaba con unidades de gran efectividad. La versión de la telniashka utilizada por las VDV es, al igual que la boina, azul celeste. Actualmente la telniashka es un elemento de uso habitual en las unidades de élite tanto de las Fuerzas Armadas como de los cuerpos y fuerzas de seguridad de Rusia, variando el color de las rayas según la unidad que la vista.

## Equipamiento

Paracaidista utilizando un fusil AK-12.

### Armamento individual
Los fusiles de dotación de las Tropas Aerotransportadas son las series AKS-74 y su versión modernizada, el AK-12, ambos de calibre 5,45 x 39 mm. Otros fusiles utilizados por las VDV son el AKS-74U (también de calibre 5,45 x 39 mm), el AK-47S y el AKMS (ambos de 7,62 x 39 mm). Todos estos fusiles cuentan con una culata plegable, lo cual facilita su uso y transporte en espacios reducidos y al realizar saltos en paracaídas.